# Guillemona de Togores
Guillemona de Togores (Barcelona, ? – 1399), hija de Pere de Barberà y dama de la reina de Sicilia, perteneció a la nobleza del Vallès y estuvo casada con el caballero Francesc de Togores, señor del castillo de Arraona de Sabadell. 

## Biografía
Guillemona estuvo vinculada durante mucho tiempo a la corte de Elionor de Sicilia, puesto que su marido, Francesc de Togores, había sido mayordomo y hombre de confianza de la reina, y comisionado de muchas de las actividades de esta soberana. 
En el año 1362 murió  Francesc y la viuda pasó a ser una de las damas de la corte, viviendo en el palacio de la reina, palacio que el rey Pedro IV de Aragón había hecho construir para su mujer Leonor de Sicilia,  que estaba situado en la parte de la muralla romana que daba al mar. Guillemona vivió allí con todos los honores y el protocolo que se establecía para las damas de la reina, y cuidó de su señora desde el mes de junio de 1368 hasta la muerte de ésta, en abril de 1375. Ella cumplió su función en la corte y mantuvo una fidelidad constante en su servicio a la reina, excepto por unas fiebres que tuvo los meses de septiembre y octubre de 1374. Durante el transcurso de su dolencia se vio obligada a abandonar el palacio. Sin embargo, la reina y la dama estaban tan unidas que la misma reina le envió médicos y se mantuvo informada de su estado de salud en todo momento. Poco después de que Guillemona curara, la reina cayó enferma por la misma epidemia que  había en aquella época, y murió en Lérida, el 20 de abril de 1375.
Se sabe que era una dama rica por sus rentas en el Vallès y que en 1395 todavía se hacía cargo personalmente de sus negocios. Además, era una mujer piadosa, fue benefactora de la catedral de Barcelona y creó un presbiterado en el altar de Santo Gabriel; también destinó otros legados, como, por ejemplo, la compra de un bello misal.
Al leer el documento que oficializa el cargo de dama de la corte, dama de compañía o de confianza de la reina, se perfila la vida de Guillemona o de estas damas en la corte:

«Dona Guillemona de Togores. En Barcinona a 9 dies del mes de juny de l'any de la nativitat de nostre Senyor 1368, la senyora reina mana a mi que la servís de casa sua, e que puja tenir una cambrera e que li sia fet compte d'un hom de peu que la servesca, e que li sien donades, anant per camí, una bèstia a ops del seu cavalcar e un atzembla per portar sa roba, e que prenga cascun dia de la cort quatre candeles, e cascun any per son vestir 450 sous.»
Arxiu de la Corona d'Aragó

Guillemona sobrevivió a las epidemias del 1375, a pesar de los pronósticos pesimistas de muchas de las cartas que Serena de Tous escribía a su marido, Ramón de Tous, y a través de las cuales se sabe de Guillemona. 
Murió el 16 de enero de 1399, justo dos días después de que firmara testamento ante el notario Pere Dalmau, donde dejaba escrito que se destinaran sus bienes para obras piadosas y su casa, a Margarida, mujer de Manuel de Rajadell. Se sabe todavía por su codicilo, que dictó pocas horas antes de morir, que la muerte le sobrevino en su casa, donde habría vivido después de la muerte de la reina y que se encontraba junto al Palacio real menor o Palacio de la reina. Siguiendo sus deseos, fue enterrada en el claustro todavía inacabado de la catedral de Barcelona. Sus escudos, de Togores y de Barberà, todavía se pueden ver en el altar (dedicado hoy a los muertos de la Guerra de la Independencia) del ala del claustro que da en la calle de la Piedad.

## Cartas de Serena de Tous
En las cartas de Serena de Tous, aparece Guillemona descrita como una mujer sensible, a veces incluso caprichosa y exagerada, tanto por las numerosas recaídas de su dolencia, como por su débil estado de ánimo. Serena nos explica que Guillemona lloró durante días por la muerte de la reina, hecho que muestra un acto puro de amistad y sensibilidad. 
Se desconoce qué relación de parentesco, de amistad o de servicio unía esta dama con Ramón de Tous, aunque se sabe que ella le tenía mucho aprecio y parece que él le debía favores. Probablemente, el cargo que ocupó en la corte de la condesa de Luna fue por influencia suya. 
En 1374  Serena de Tous recibió en su hogar en Barcelona a Guillemona de Togores, que sufría de fiebres, falta de apetito y debilidad general. Serena la cuidó como una hija lo haría con su madre, según escribió en una de sus cartas.
Los vínculos que unían a Ramón de Tous con Guillemona siempre se han considerado muy fuertes, puesto que aunque Ramón era un hombre despreocupado y tranquilo, que casi nunca escribía a sus amigos, siempre estuvo preocupado del estado de salud de Guillemona cuando ella cayó enferma y se desplazó expresamente a Barcelona para verla.